# 市立千歳市民病院
市立千歳市民病院（しりつちとせしみんびょういん）は、北海道千歳市にある病院（市区町村立病院）。

## 沿革
- 1947年（昭和22年）：元千歳海軍航空隊の営外酒保であった敷地、建物を利用して「日本医療団千歳病院」として開院[1]。
- 1948年（昭和23年）：日本医療団から移管し、「道立千歳病院」となる[1]。
- 1966年（昭和41年）：「結核予防指定医療機関」になる[1]。
- 1967年（昭和42年）：北海道から移管し、「千歳市立病院」となる[1]。
- 1976年（昭和51年）：病院増改築工事完成[1]。総合病院と承認[1]されたため、「千歳市立総合病院」と改称。
- 1992年（平成04年）：結核病床廃止[1]。
- 1994年（平成06年）：泉郷診療所開所[1]。
- 1997年（平成09年）：医事業務外部委託、厨房一部外部委託（1998年に全面外部委託）[1]。
- 2000年（平成12年）：市から支笏湖診療所移管[1]。
- 2002年（平成14年）：現在地に新築移転[1]。「市立千歳市民病院」と改称。
- 2005年（平成17年）：地域医療連携室設置[1]。
- 2006年（平成18年）：病院機能評価認証取得[1]。
- 2008年（平成20年）：7対1入院基本料施設基準取得[1]。
- 2009年（平成21年）：DPC（診断群分類包括評価）導入[1]。
- 2013年（平成25年）：医療安全管理室・感染対策室設置[1]。
- 2017年（平成29年）：地域包括ケア病床開設[1]。

## 機関指定
- 救急告示病院（救急指定病院）[4]
- 臨床研修指定病院[4]

## 診療科等
診療科
- 内科
- 循環器科
- 消化器科
- 小児科
- 外科
- 脳神経外科
- 整形外科
- 産婦人科
- 助産外来
- 眼科
- 耳鼻咽喉科
- 皮膚科
- 泌尿器科
- 麻酔科
- 健診センター

部門
- 救急外来
- 手術室
- 薬剤科
- 栄養管理科
- 放射線科
- 臨床検査科
- 臨床工学科
- リハビリテーション科
- 地域医療連携課
- 医療安全管理室
- 感染対策室
- 看護部

## アクセス・駐車場
- 北海道中央バス（千歳営業所）・千歳相互観光バス「市民病院」・「千歳市民病院」バス停下車
- 北海道旅客鉄道（JR北海道）千歳駅から車で約5分[5]
- 道央自動車道千歳ICから車で約10分[5]
- 新千歳空港から車で約15分[5]
- 駐車場：332台

## 関連施設
- 千歳訪問看護ステーション
- 北区地域包括支援センター
- 泉郷診療所 - 千歳市泉郷78-10
- 支笏湖診療所 - 千歳市支笏湖温泉3